# Kolding-Egtved Jernbane
Kolding-Egtved Jernbane (KEJ) – eller Egtvedbanen – (1898-1930) mellem Kolding og Egtved var Koldings første privatbane og en af de første danske privatbaner, der blev nedlagt.

## Historie
En jernbane fra Kolding til Egtved var med i den store jernbanelov fra 1894, og eneretsbevilling blev udstedt 17. juni 1895, hvorefter anlægsarbejdet gik i gang. Bevillingshaverne udnyttede lovens mulighed for at anlægge banen som smalsporet med en sporvidde på 1000 mm.

### Den skrinlagte forlængelse og omlægning
Foruden smalsporet, der krævede en besværlig omladning af gods til og fra den normalsporede statsbane, var banen født med to andre problemer: At banen endte blindt i Egtved uden forbindelse med andre baner. Og at Kolding krævede en station i Låsbygade-kvarteret. Det temmelig krumme spor mellem Kolding Station (DSB) og Kolding Nordbanegård fik en stigning på 1:75, og togene måtte rebroussere på Nordbanegården.
Den store jernbanelov fra 1918 indeholdt et bud på at løse to af disse problemer med en forlængelse fra Egtved til Bindeballe Station på Vejle-Vandel-Grindsted Jernbane og samtidig omlægning til normalspor. Denne omlægning kunne spares mellem Kolding og Bramdrupdam ved at bruge Troldhedebanens spor og nedlægge Nordbanegården og sporene dertil. Men så ville Kolding ikke betale nær så meget til løsningen – hensynet til den nordlige bydel vejede altså tungere. Kolding modsatte sig også forlængelsen til Vandelbanen, for så ville den yderste del af Egtvedbanens opland blive knyttet nærmere til Vejle end til Kolding. Jernbanekommissionen fra 1923, som skulle vurdere lovens projekter, frarådede både ombygningen, som ville blive meget kostbar pga. banens kurvede forløb, og forlængelsen, som ville udsætte Vandelbanen for ekstra konkurrence og bringe den i farezonen. Så projektet blev som de fleste andre i 1918-loven ikke ført ud i livet.

## Strækningsdata
- Indviet: 4. maj 1898
- Længde: 27,8 km
- Enkeltsporet
- Sporvidde: 1.000 mm
- Skinnevægt: 12,4 kg/m
- Ballast: grus
- Maks. stigning: 13,3 ‰
- Mindste kurveradius: 188 m
- Maks. hastighed: 30 km/t
- Nedlagt: 31. maj 1930

## Standsningssteder
De 5 oprindelige holdepladser havde stikspor med sporskifte i Kolding-enden, men fik allerede i 1899 også sporskifte i Egtved-enden, så der var omløb ligesom på de 3 mellemstationer. Holdepladserne havde 2-fags bygninger med én skorsten mod stationernes 3-fags bygninger med 2 skorstene. Endestationen Egtved havde 5 fag og 3 skorstene.
- Kolding station i km 0,0 med 4, senere 5 spor, fra 1917 også et lille normalsporsområde.
- Kolding Nordbanegård i km 2,2 med 4 spor, tosporet remise, værksteder, vognvask, vandkran, kulgård og drejeskive.
- Bramdrup holdeplads i km 6,6.
- Lilballe holdeplads i km 8,7. Lå 300 m vest for Lilballe.
- Alminde station i km 11,4.
- Hauerballe trinbræt i km 13,7. Snart holdeplads med omløbsspor og stationsbygning.
- Elisabethsminde trinbræt (uofficielt) i km 14,3 fra 1925.
- Viuf station i km 15,2 med vandkran.
- Daugårdsmindevejen trinbræt i km 16,7 fra 1924.
- Starup holdeplads i km 17,7. Lå godt 1 km syd for Øster Starup. Beboerne måtte betale for at få en rigtig station, og bygningen blev i første omgang kun på én etage.
- Kirkevej trinbræt i km 18,1 fra 1924.
- Gravens station i km 19,4 med 3 spor, hvor spor 3 mest var til opstilling af roetog til Kolding, men også havde dyrefold og privat varehus for Aagaard Mølle. Desuden var der 1½ km sidespor til Gravens Andelsmejeri og Skovgård Teglværk.
- Brakker Skovvej trinbræt (uofficielt) i km 20,2 fra 1925.
- Brakker holdeplads i km 21,7. Lå ½ km nord for Brakker.
- Mølkjærs Gård trinbræt i km 22,0 fra 1924.
- Venborgvej trinbræt i km 23,1 fra 1924.
- Bølling holdeplads i km 23,7. Lå 2 km nordøst for Bølling.
- Hjelmdrupvej trinbræt i km 25,0 fra 1924.
- Egtved station i km 27,8. Tosporet remise - senere udvidet til motorvognen - med logirum, drejeskive, kulgård, vandkran og vognvægt. Omkring 1915 sidespor til Jydsk Andels Foderforretning.

### Bevarede stationsbygninger
Alle stationsbygningerne, også dem på holdepladserne, er bevaret.
- Kolding Nord: Nordre Ringvej 6
- Bramdrup: Bramdrupvej 6
- Lilballe: Eltangvej 227
- Alminde: Almind Stationsvej 3
- Hauerballe: Hauerballevej 50
- Viuf: Viuf Stationsvej 3
- Starup: Varmkærvej 12
- Gravens: Sønderskovvej 6
- Brakker: Brakker Stationsvej 10
- Bølling: Roedvej 17
- Egtved: Dalgade 27

## Driften
DSB havde et godsspor lige overfor KEJ's, og i starten omlæssede man gods manuelt mellem normalsporede og smalsporede vogne. Men en bedre løsning måtte findes, især da De Danske Sukkerfabrikker etablerede saftstationen i Kolding, der gav banen store roetransporter fra oplandet. På Tørringbanen, der også var smalsporet, kørte man den smalsporede godsvogn op på en normalsporet transportør, der havde små hjul for ikke at blive for høj og derfor kun var egnet til rangering. Men KEJ ønskede at kunne sende sit gods ud på hele det normalsporede banenet, så driftsbestyrer P.V.P. Berg opfandt en slags container, der fik det gamle danske navn fading: en vognkasse på hjul, som kunne trille på et par løse skinner mellem en smalsporet og en normalsporet godsvogn, som var kørt i stilling ved hver sin enderampe. Det system kunne DSB godt godkende, så KEJ kunne sende sine normalsporede godsvogne, belæsset med fadinger, med et DSB-godstog til fx sukkerfabrikken i Odense.
Men smalsporet var besværligt og var med til at udhule det overskud, banen fik på roetransporten. Så da Kolding Sydbaner skulle anlægges, frarådede Berg at gøre dem smalsporede, som der stod i den store jernbanelov fra 1908. Da Berg fratrådte, blev driftsbestyrer P.H. Tarp fra Kolding Sydbaner også driftsbestyrer for Egtvedbanen indtil 1928.
Økonomien blev værre, da Troldhedebanen åbnede i 1917. Fra Kolding til Jordrup gik den ret tæt på Egtved-banens opland, og den havde ligefrem trinbræt i Bramdrupdam, hvor Egtvedbanen i forvejen havde holdeplads. Økonomien blev endnu værre, da rutebildriften blev almindelig i 1920'erne. Udgifterne til nyt materiel og vedligeholdelse skabte også et stigende underskud og til sidst ville sognekommunerne ikke være med længere, og man indstillede driften.

## Strækninger hvor banetracéet er bevaret
9 km af banens tracé er bevaret og tilgængeligt.
- For enden af Troldhedevej i Kolding
- Tracéet krydser Koldingbjerg i Kolding
- Mellem gymnasiet og golfklubben i Kolding
- På vej ned mod Almind Ådal
- I vestlig forlængelse af Viuf Stationsvej
- Fra Varmkær til Øster Starup Kirke
- Mellem Gravens og Venborg
- Smalfort i Egtved